# Sct. Clemensbro i Aarhus
Sct. Clemensbro i Aarhus er en dokumentarfilm fra 1902 instrueret af Peter Elfelt.

## Handling
Filmen viser fodgængere og trafik på Sankt Clemens Bro i Aarhus i 1902. Kameraet er fast placeret ved sydenden af broen, og i baggrunden ses Aarhus Domkirke. I begyndelsen af filmen kører en hesteomnibus over broen. Trafikken domineres i øvrigt af fodgængere, hvoraf nogle ser på kameraet. Enkelte cyklister ses også.

## Baggrund
Hesteomnibussen i begyndelsen af filmen tilhørte Aarhus Omnibus-Selskab, der fra 1896 drev en enlig linje gennem byen fra Østbanetorvet til Frederiks Allé, fra 1901 forlænget til Lundingsgade. Driften blev indstillet i 1903, da Aarhus Elektriske Sporvej stod foran etablering. Denne åbnede i 1904, og året efter var Peter Elfelt på ny i Aarhus, hvor han optog filmen Med Sporvogn gennem Aarhus' Gader, hvor blandt andet netop Sankt Clemens Bro passeres.